# 3972 Richard
3972 Richard este un asteroid din centura principală, descoperit pe 6 mai 1981 de Carolyn Shoemaker.